# 22e cérémonie des Empire Awards
La 22e cérémonie des Empire Awards, organisée par le magazine britannique Empire, aura lieu le 19 mars 2017, et a récompensé les films sortis l'année précédente.
Les récompenses sont votées par les lecteurs du magazine.

## Palmarès

### Meilleur espoir masculin
- Dave Johns (Moi, Daniel Blake)
  - Julian Dennison (À la poursuite de Ricky Baker)
  - Lewis MacDougall (Quelques minutes après minuit)
  - Riz Ahmed (Rogue One: A Star Wars Story)
  - Tom Holland (Captain America: Civil War)

### Meilleur espoir féminin
- Anya Taylor-Joy (The Witch)
  - Sennia Nanua (The Last Girl : Celle qui a tous les dons)
  - Sasha Lane (American Honey)
  - Hayley Squires (Moi, Daniel Blake)
  - Angourie Rice (The Nice Guys)

### Meilleur sci-fi / fantasy
- Quelques minutes après minuit
  - Premier contact
  - Docteur Strange
  - Rogue One: A Star Wars Story
  - 10 Cloverfield Lane

### Meilleure comédie
- The Greasy Strangler
  - À la poursuite de Ricky Baker
  - Deadpool
  - The Nice Guys
  - SOS Fantômes

### Meilleur film d'horreur
- The Witch
  - Under the Shadow
  - Green Room
  - Conjuring 2 : Le Cas Enfield
  - Don't Breathe : La Maison des ténèbres

### Meilleur thriller
- Jason Bourne
  - Victoria
  - Nocturnal Animals
  - Comancheria
  - Captain America: Civil War

### Meilleur film britannique
- Moi, Daniel Blake
  - High-Rise
  - The Last Girl : Celle qui a tous les dons
  - Les Animaux fantastiques
  - Eddie the Eagle

### Meilleur acteur
- Eddie Redmayne (Les Animaux fantastiques)
  - Ryan Gosling (La La Land)
  - Casey Affleck (Manchester by the Sea)
  - Ryan Reynolds (Deadpool)
  - Benedict Cumberbatch (Docteur Strange)

### Meilleure actrice
- Felicity Jones (Rogue One: A Star Wars Story)
  - Natalie Portman (Jackie)
  - Amy Adams (Premier contact)
  - Ruth Negga (Loving)
  - Emma Stone (La La Land)

### Meilleur réalisateur
- Gareth Edwards (Rogue One: A Star Wars Story)
  - Taika Waititi (À la poursuite de Ricky Baker)
  - Denis Villeneuve (Premier contact)
  - Ken Loach (Moi, Daniel Blake)
  - Andrea Arnold (American Honey)

### Meilleur film
- Rogue One: A Star Wars Story
  - À la poursuite de Ricky Baker
  - Premier contact
  - La La Land
  - Deadpool

### Meilleur scénario
- Deadpool
  - Premier contact
  - The Nice Guys
  - À la poursuite de Ricky Baker
  - Comancheria

### Meilleur film d'animation
- Le Monde de Dory
  - Kubo et l'Armure magique
  - Anomalisa
  - Vaiana : La Légende du bout du monde
  - Your Name.

### Meilleur documentaire
- Supersonic
  - Le 13e
  - Weiner (en)
  - My Scientology Movie
  - The Beatles: Eight Days A Week

### Meilleure série télévisée
- The Night Manager
  - Game of Thrones'
  - Stranger Things
  - Sherlock
  - Westworld

### Meilleure bande originale
- La La Land
  - Sing Street
  - The Greasy Strangler
  - Premier contact
  - Vaiana : La Légende du bout du monde

### Meilleurs costumes
- Les Animaux fantastiques
  - Docteur Strange
  - Deadpool
  - Rogue One: A Star Wars Story
  - Captain America: Civil War

### Meilleur maquillage et coiffure
- Les Animaux fantastiques
  - Suicide Squad
  - Rogue One: A Star Wars Story
  - The Neon Demon
  - Star Trek : Sans limites

### Meilleur court-métrage
- Disney's Inner Workings
  - Piper
  - Town vs Gown
  - Thunder Road
  - Borrowed Time

### Meilleurs effets visuels
- Docteur Strange
  - Rogue One: A Star Wars Story
  - Le Livre de la jungle
  - Les Animaux fantastiques
  - Captain America: Civil War

### Meilleurs décors
- Les Animaux fantastiques
  - Docteur Strange
  - Premier contact
  - La La Land
  - Rogue One: A Star Wars Story

### Meilleur jeu vidéo
- Uncharted 4: A Thief's End
  - Overwatch
  - Battlefield 1
  - FIFA 17
  - The Last Guardian